# タカサゴダカ
タカサゴダカ(英名Shikra 、学名Accipiter badius) はタカ科の猛禽類の一種であり、アジアやアフリカに広く分布している。アフリカに生息するタカサゴダカは別種であるという意見もあるが、本種の亜種であるとみなされる事が多い。タカサゴダカの外見は他のオオタカ属 Accipiterの種、例えばアカハラダカ A. soloensisやハイタカ A. nisusとよく似ている。

## 形態

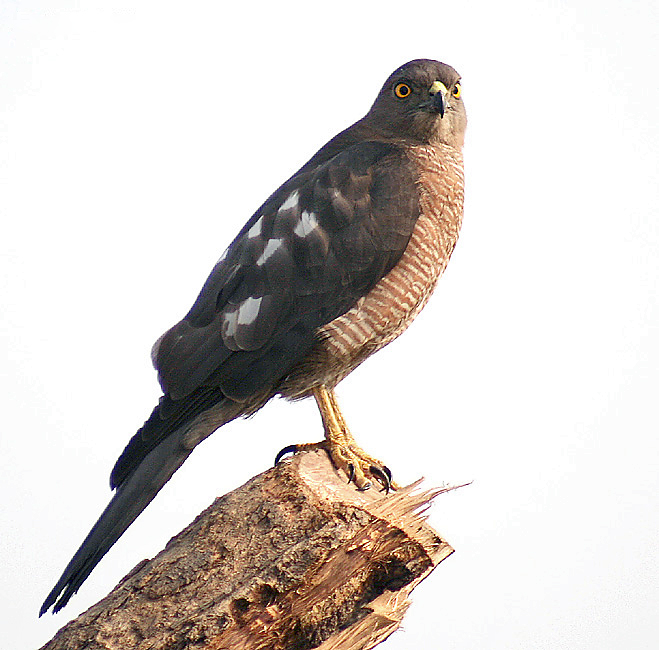
タカサゴダカのメス (インドのホダルにて)

他のオオタカ属と同様に猛禽類の中では小型で、体長は26–30 cm。丸みを帯びた小さな羽と、やや細長い尾羽を持つ。オスの成鳥の腹部は白地に褐色の縞が入った羽色をしており、背部は灰色である。オスは赤色の虹彩をもつに対して、メスは黄色味がかった橙色の虹彩をもつ。メスの背面は茶色っぽく、オスより僅かに体が大きい。飛行中の羽を広げたオスを下から眺めると、縞の走った明色の翼と、黒っぽい翼端が見て取れる。側部の尾羽に帯があるが、ハイタカのそれよりは明瞭でない。中部の尾羽には帯はなく、端が暗色になっているのみである。幼鳥の胸部の上部には縞と斑があり、翼には細い縞があり、尾羽には暗色の細い縞がある。成長し幼鳥と成鳥の過渡期にさしかかると、体下面の大羽にくっきりとした縞が現れてくる。タカサゴダカの外見はアカハラダカとよく似ているが、アカハラダカの蝋膜は淡い橙色で膨らんでおり、脚はより黄色く、翼端は完全に真っ黒である。
pee-weeと鳴き、最初のpeeの節が高音である。飛んでいるときは鳴き声が短く鋭くなり、kik-ki ... kik-kiといった声になる。オウチョウはタカサゴダカの鳴き声を模倣することがあるが、これは周囲にいる小鳥に餌を奪われるのを防ぐためであると考えられている。

## 生態

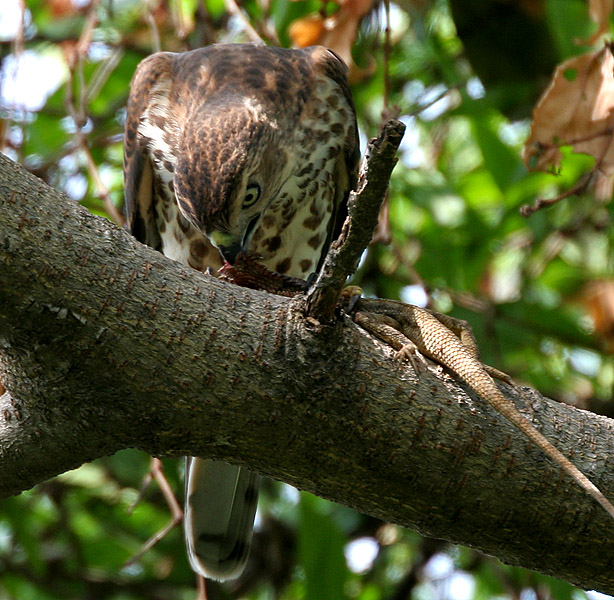
Calotes versicolorを捕食する若鳥。

タカサゴダカは森林や農地、都市部にも生息しているのが見つかっている。大抵単独か、又はつがいで生活する。インドスナネズミ Meriones hurrianae などのネズミ類やリス類、小型の鳥類やトカゲ類を食料とし、時にはヘビを捕食することもある。昆虫も食料にする。普通、小型の鳥類はタカサゴダカの目から逃れるために枝葉の中に逃げ込む。ヒメアオカワセミに至っては水中に潜って逃げることがある。しかしチメドリが集団でタカサゴダカを追い返す所も観察されている。地表に現れたシロアリを食べるときは地面に降りる。夕暮れになるとCynopterus sphinxなどの小型のコウモリを狩猟する。また、稀であるが死肉を漁るところも報告されている。
インドでは、繁殖期は3月から夏にかけてである。オスもメスも巣作りには参加し、小枝を足で巣に運びこむ。

## 亜種と分類

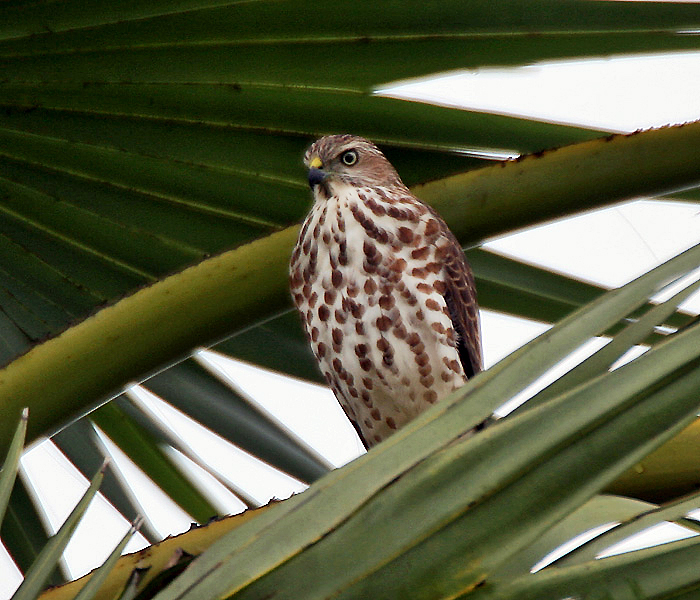
A. b. dussumieriの若鳥 (インド 、Narendrapurにて)。

タカサゴダカにはいくつかの亜種が確認されているが、一部の亜種は別の独立した種としてみなされることもある。形態を基にした分類では、アフリカに生息する型は本種には属さない独立した種であるとみなせるという意見がある。
亜種A. b. cenchroides (Severtzov, 1873) はトルキスタン、アフガニスタン、イラン東部に生息し、体が大きく、体色が淡い。亜種A. b. dussumieri (Temminck, 1824) はインドに生息し、平野や標高1400mまでの低い丘に住む。原亜種であるA. b. badius はスリランカで発見された。背面が暗い灰色である。A. b. poliopsis (Hume, 1874) (英名Burmese Shikra) は独立した種とみなされることがある。インドのカー・ニコバル島に生息する個体は、以前はタカサゴダカの亜種butleriとして分類していたが、現在はカチャル島のobsoletusとあわせて、別種であるニコバルハイタカAccipiter butleriを構成する亜種として分類されている。A. b. sphenurus (Rüppell, 1836) はアフリカ西部に生息し、回遊性のある渡り鳥である。一方アフリカ南部に生息するA. b. polyzonoides A. Smith, 1838 は放浪性がある。

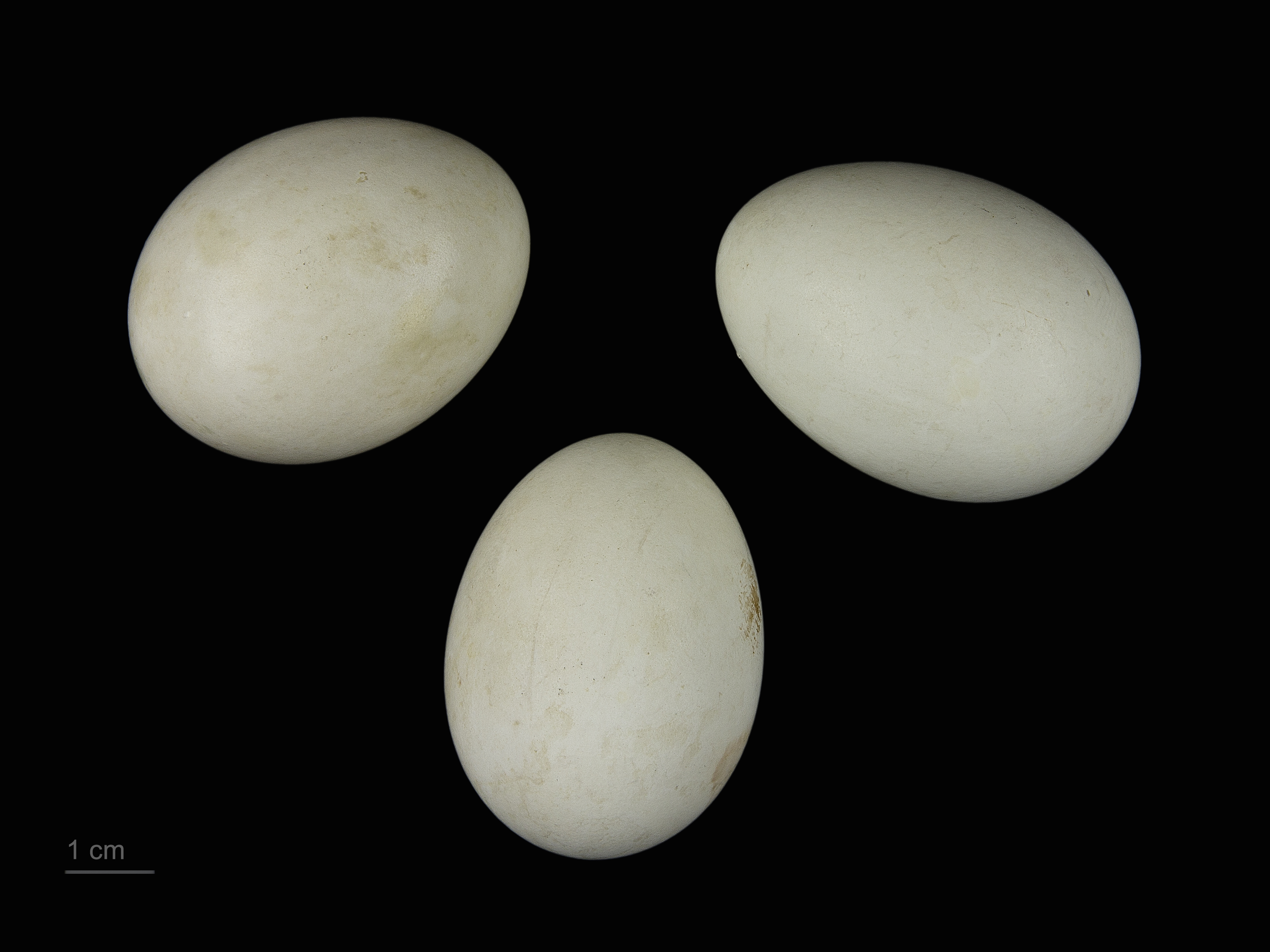
Accipiter badius